# Stichopogon unicolor
Stichopogon unicolor är en tvåvingeart som beskrevs av Ricardo 1925. Stichopogon unicolor ingår i släktet Stichopogon och familjen rovflugor. Inga underarter finns listade i Catalogue of Life.